# Hollerich
Hollerich (Luxemburgs: Hollerech) is een stadsdeel van Luxemburg in het zuidwesten van Luxemburg. Tot 1 juni 1920 was Hollerich een gemeente in het kanton Luxemburg, toen het met Hamm en Rollingergrund werd samengevoegd met de hoofdstad. Van 7 april 1914 waren de stedelijke gebieden Hollerich en Bonnevoie een stad. Deze titel had niet op de hele gemeente betrekking en het deel met de stadsrechten heette Hollerich-Bonnevoie.
Op de Campus Geesseknäppchen, die deels in Hollerich en deels in Merl ligt, is een aantal hogescholen gevestigd.

## Geboren
- Gabriel Jonas Lippmann (1845-1921), Frans natuurkundige en Nobelprijswinnaar (1908)
- Hippolyte Maringer (1833-1909), burgemeester van Nancy (1892-1904)
- Jean-Pierre Lamboray (1882-1962), schilder en tekenaar
- Alo Bové (1906-1977), kunstschilder
- Lucien Wercollier (1908-2002), beeldhouwer
- Mett Hoffmann (1914-1993), kunstschilder
- Paul Reichling (1914-1977), kunstschilder
- Henri Kraus (1943-2024), kunstschilder, tekenaar en docent

Beggen · Belair · Bonnevoie-Nord-Verlorenkost · Bonnevoie-Sud · Cents · Cessange · Clausen · Dommeldange · Eich · Gare · Gasperich · Grund · Hamm · Hollerich · Kirchberg · Limpertsberg · Merl · Muhlenbach · Neudorf-Weimershof · Pfaffenthal · Pulvermühl · Rollingergrund-Belair Nord · Ville-Haute (Bovenstad, centrum) · Weimerskirch